# Üllő
Üllő es una ciudad húngara perteneciente al distrito de Vecsés en el condado de Pest, con una población en 2013 de 11 585 habitantes.
Se conoce su existencia desde el siglo XIII. Adquirió estatus urbano en 2005.
Se ubica en la periferia suroriental de la capital nacional Budapest, en la salida de la capital por la carretera 4 que lleva a Cegléd.